# 模擬選舉

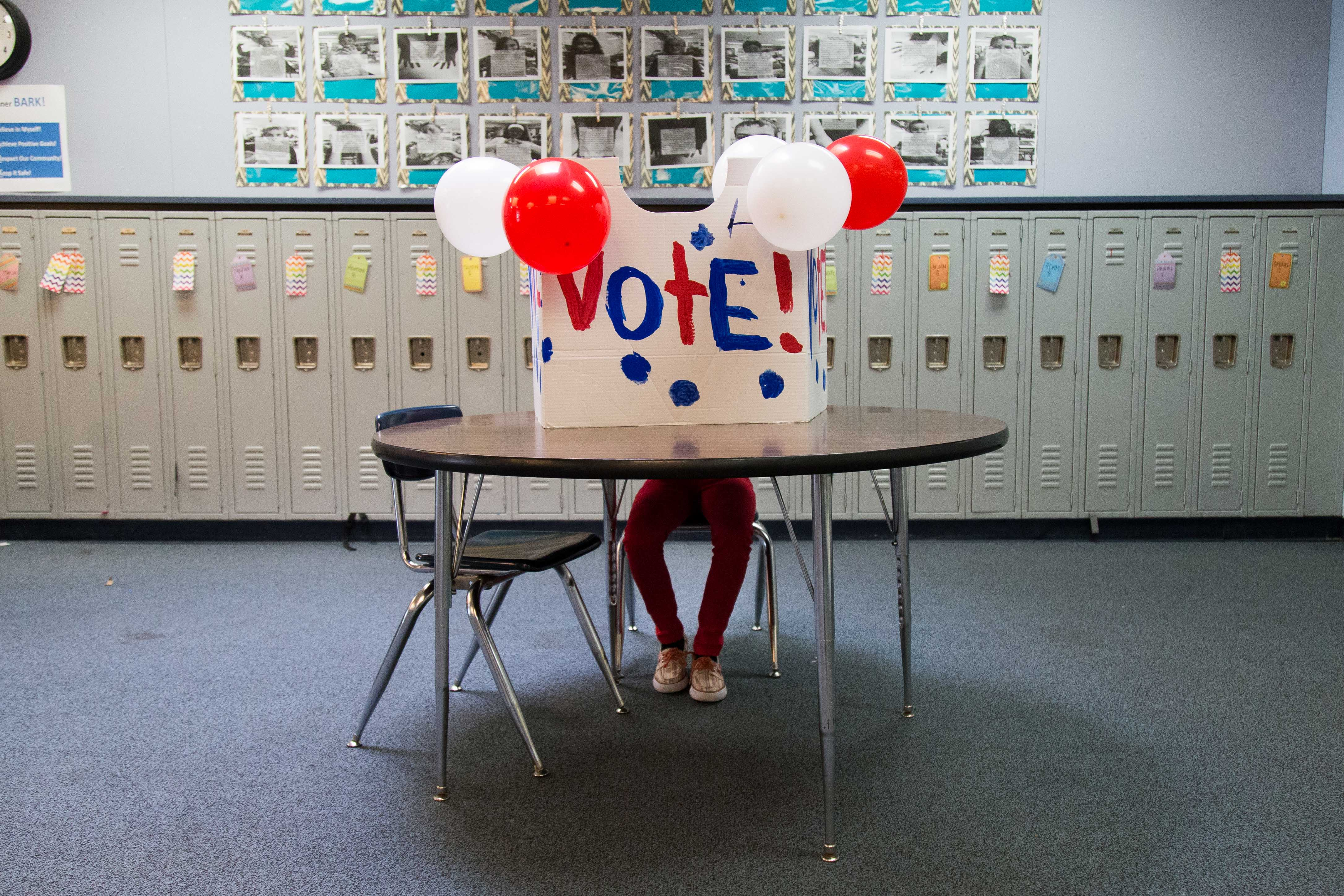
美國一個小學的模擬選舉的票閘

模擬選舉是一種用於教育演示性、娛樂或者政治抗議的，不具法律效力的選舉，以模仿真實選舉為方式。

## 教育用途
有些中學會組織模擬選舉，以便在未成年人在達到投票年齡之前向他們介紹選舉的概念和方式。 這種模擬選舉的目的是讓參與的青少年了解民主、政府和議會的角色，並且有助於鼓勵未來的年輕選民投票。

## 民主改革用途
不丹在民主化時，為了為準備2008年的不丹下議院選舉，於2007年4月21日舉行了一次模擬選舉，讓不丹人民做好準備民主變革並且了解民主如何運作。這次選舉有4個由官方虛構政黨和隨機選出的高中生作為虛構候選人，整個選舉不具法律效力。

## 延伸
- 選舉的幽默，由威廉·霍加斯創作的四幅油畫和後來的雕刻系列，說明了1754年英國大選時，在牛津郡選舉議員的情況。
- 模擬法庭